# Persone di nome Austin
| Questa pagina contiene informazioni ricavate automaticamente dalle voci biografiche con l'ausilio del template Bio e di un bot. L'aggiornamento è periodico e automatico e ricostruisce completamente la pagina. Se manca una persona in questa lista, sei pregato di non aggiungerla, ma accertati piuttosto che la sua voce biografica contenga il template Bio e che i dati anagrafici siano correttamente compilati. Se il template Bio manca, inseriscilo tu stesso o, in alternativa, metti l'avviso {{tmp\|Bio}} che ne segnala la mancanza. Se i dati riportati sono sbagliati, correggi direttamente la voce biografica; le modifiche saranno visibili in questa lista entro pochi giorni. Per chiarimenti vedi il progetto antroponimi. La lista contiene solo le 103 persone che sono citate nell'enciclopedia e per le quali è stato implementato correttamente il template Bio. Pagina aggiornata al 22 lug 2025. |

Questa è una lista di persone presenti nell'enciclopedia che hanno il nome Austin, suddivise per attività principale.

## Artisti marziali(1)
- Austin Goh, artista marziale malese

## Attori(16)
- Austin Abrams, attore statunitense (Sarasota, n. 1996)
- Austin Amelio, attore statunitense (Austin, n. 1988)
- Austin Basis, attore statunitense (Brooklyn, n. 1976)
- Austin Butler, attore statunitense (Anaheim, n. 1991)
- Austin Crute, attore statunitense (Norcross, n. 1995)
- Austin Herrera Davis, attore statunitense
- Austin James, attore statunitense (Ocala, n. 1994)
- Austin P. McKenzie, attore e cantante statunitense (Mesa, n. 1993)
- Austin Nichols, attore statunitense (Ann Arbor, n. 1980)
- Austin North, attore statunitense (Cincinnati, n. 1996)
- Austin O'Brien, attore statunitense (Eugene, n. 1981)
- Austin Peck, attore statunitense (Honolulu, n. 1971)
- Austin Pendleton, attore e regista statunitense (Warren, n. 1940)
- Austin Stowell, attore statunitense (Kensington, n. 1984)
- Austin Trevor, attore britannico (Belfast, n. 1897 - Bury St Edmunds, † 1978)
- Austin Williams, attore statunitense (n. 1996)

## Attori pornografici(1)
- Austin Wolf, attore pornografico statunitense (Alvarado, n. 1983)

## Calciatori(6)
- Austin Amutu, calciatore nigeriano (Jos, n. 1993)
- Austin Berry, ex calciatore costaricano (Limón, n. 1971)
- Austin Ejide, ex calciatore nigeriano (Onitsha, n. 1984)
- Austin Hayes, calciatore irlandese (Londra, n. 1958 - Londra, † 1986)
- Austin Makacha, ex calciatore keniota (Nairobi, n. 1984)
- Austin McCann, ex calciatore scozzese (Clydebank, n. 1980)

## Cantanti(3)
- Austin Carlile, cantante statunitense (Pensacola, n. 1987)
- Austin Mahone, cantante statunitense (San Antonio, n. 1996)
- Austin Winkler, cantante statunitense (Oklahoma City, n. 1981)

## Cantautori(1)
- Post Malone, cantautore, rapper e produttore discografico statunitense (Syracuse, n. 1995)

## Cestisti(14)
- Austin Carr, ex cestista statunitense (Washington, n. 1948)
- Austin Croshere, ex cestista statunitense (Los Angeles, n. 1975)
- Austin Daye, cestista statunitense (Irvine, n. 1988)
- Austin Dufault, ex cestista statunitense (Dickinson, n. 1990)
- Austin Freeman, ex cestista statunitense (Mitchellville, n. 1989)
- A.J. Green, cestista statunitense (Cedar Falls, n. 1999)
- Austin Hollins, cestista statunitense (Chandler, n. 1991)
- Austin Johnson, ex cestista statunitense (San Antonio, n. 1987)
- Austin Nichols, ex cestista statunitense (Oakland, n. 1982)
- Austin Reaves, cestista statunitense (Newark, n. 1998)
- Austin Rivers, cestista statunitense (Santa Monica, n. 1992)
- Red Robbins, cestista statunitense (Leesburg, n. 1944 - Metairie, † 2009)
- Austin Tilghman, cestista statunitense (Wilmington, n. 1996)
- Austin Wiley, cestista statunitense (Birmingham, n. 1999)

## Compositori(1)
- Asadata Dafora, compositore, produttore teatrale e attivista sierraleonese (Freetown, n. 1890 - Harlem, † 1965)

## Critici letterari(1)
- Austin Warren, critico letterario statunitense (Waltham, n. 1899 - Providence, † 1986)

## Disc jockey(1)
- Austin Leeds, disc jockey e produttore discografico statunitense (n. 1978)

## Disegnatori(1)
- Austin Osman Spare, disegnatore inglese (Snow Hill, n. 1886 - Londra, † 1956)

## Erpetologi(1)
- Austin Stevens, erpetologo, fotografo e avventuriero sudafricano (Pretoria, n. 1950)

## Fisiologi(1)
- Austin Flint, fisiologo statunitense (Northampton, n. 1836 - † 1915)

## Giocatori di baseball(3)
- Austin Barnes, giocatore di baseball statunitense (Riverside, n. 1989)
- Austin Meadows, giocatore di baseball statunitense (Atlanta, n. 1995)
- Austin Riley, giocatore di baseball statunitense (Memphis, n. 1997)

## Giocatori di football americano(23)
- Austin Cutting, giocatore di football americano statunitense (Keller, n. 1996)
- Austin Blythe, ex giocatore di football americano statunitense (Williamsburg, n. 1992)
- Austin Booker, giocatore di football americano statunitense (Greenwood, n. 2002)
- Austin Bryant, giocatore di football americano statunitense (Pavo, n. 1996)
- Austin Calitro, giocatore di football americano statunitense (Orlando, n. 1994)
- Austin Coleman, ex giocatore di football americano statunitense (Fort Wayne)
- Austin Corbett, giocatore di football americano statunitense (Detroit, n. 1995)
- Austin Davis, ex giocatore di football americano e allenatore di football americano statunitense (Ringgold, n. 1989)
- Austin Deculus, giocatore di football americano statunitense (Mamou, n. 1999)
- Austin Ekeler, giocatore di football americano statunitense (Lincoln, n. 1995)
- Austin Faoliu, giocatore di football americano statunitense (Santa Ana, n. 1999)
- Austin Flynn, ex giocatore di football americano e allenatore di football americano statunitense (Houston, n. 1984)
- Austin Hooper, giocatore di football americano statunitense (San Ramon, n. 1994)
- Austin Howard, giocatore di football americano statunitense (Davenport, n. 1987)
- Austin Jackson, giocatore di football americano statunitense (Sacramento, n. 1999)
- Austin Johnson, giocatore di football americano statunitense (Galloway, n. 1994)
- Austin Mitchell, giocatore di football americano statunitense (Plaquemine)
- Austin Pettis, giocatore di football americano statunitense (Anaheim, n. 1989)
- Austin Reiter, giocatore di football americano statunitense (Arlington, n. 1991)
- Austin Seferian-Jenkins, giocatore di football americano statunitense (Fox Island, n. 1993)
- Austin Seibert, giocatore di football americano statunitense (Belleville, n. 1996)
- Austin Shepherd, giocatore di football americano statunitense (Buford, n. 1992)
- Austin Walter, giocatore di football americano statunitense (Crosby, n. 1996)

## Giuristi(1)
- Austin Tappan Wright, giurista e scrittore statunitense (Hanover, n. 1883 - Santa Fe, † 1931)

## Hockeisti su ghiaccio(1)
- Austin Smith, ex hockeista su ghiaccio canadese (Dallas, n. 1988)

## Medici(1)
- Austin Flint, medico statunitense (Petersham, n. 1812 - Brooklyn, † 1886)

## Nuotatori(2)
- Austin Clapp, nuotatore e pallanuotista statunitense (Farmington, n. 1910 - Woodside, † 1971)
- Austin Ramirez, ex nuotatore statunitense (West Covina, n. 1978)

## Pallavolisti(1)
- Austin Wilmot, pallavolista statunitense (n. 1998)

## Piloti automobilistici(1)
- Austin Dillon, pilota automobilistico statunitense (Lewisville, n. 1990)

## Poeti(1)
- Austin Clarke, poeta, drammaturgo e romanziere irlandese (Dublino, n. 1896 - Dublino, † 1974)

## Politici(2)
- Austin Blair, politico statunitense (Caroline, n. 1818 - Jackson, † 1894)
- Austin Murphy, politico statunitense (North Charleroi, n. 1927 - Carroll Township, † 2024)

## Rapper(2)
- Arcángel, rapper e cantante statunitense (New York, n. 1985)
- ItsOkToCry, rapper e cantautore statunitense (Denver, n. 1994)

## Rugbisti a 15(1)
- Austin Healey, ex rugbista a 15 britannico (Wallasey, n. 1973)

## Scenografi(1)
- Cedric Gibbons, scenografo irlandese (New York, n. 1890 - Los Angeles, † 1960)

## Scrittori(3)
- Austin Clarke, scrittore e saggista barbadiano (Saint James, n. 1934 - Toronto, † 2016)
- Austin Miles, scrittore e pastore protestante statunitense
- Austin Wright, scrittore, critico letterario e saggista statunitense (Yonkers, n. 1922 - Cincinnati, † 2003)

## Storici(1)
- Austin Lane Poole, storico britannico (n. 1889 - † 1963)

## Tennisti(1)
- Austin Krajicek, tennista statunitense (Tampa, n. 1990)

## Velocisti(1)
- Austin Hamilton, velocista svedese (n. 1997)

## Vescovi cattolici(1)
- Austin Anthony Vetter, vescovo cattolico statunitense (Linton, n. 1967)

## Wrestler(5)
- Adam Cole, wrestler statunitense (Lancaster, n. 1989)
- Luchasaurus, wrestler statunitense (Woodland Hills, n. 1985)
- Mike Rome, wrestler statunitense (San Diego, n. 1981)
- Austin Theory, wrestler statunitense (McDonough, n. 1997)
- Xavier Woods, wrestler statunitense (Columbus, n. 1986)

## Zoologi(2)
- Austin Hobart Clark, zoologo statunitense (n. 1880 - † 1954)
- Austin Loomer Rand, zoologo canadese (Kentville, n. 1905 - † 1982)

## Senza attività specificata(1)
- Austin Bradford Hill, epidemiologo e statistico britannico (Hampstead, n. 1897 - Ulverston, † 1991)